# Джеймс Дюар
Сър Джеймс Дюар (на английски: Sir James Dewar) е шотландски физикохимик.

## Биография
Джеймс Дюар е роден на 20 септември 1842 г. в Кинкардайн, Шотландия. Дюар следва в Единбургския университет и по-късно в Гент. В Гент се обучава при Фридрих Август Кекуле. Дюар изследва между другото продуктите от окислението на никотина, преобразуването на хинолина в анилин, физическите константни на водорода, както и физиологичното въздействие на светлината.
Дюар предлага през 1867 г. структура за съединение C6H6, като се счита от някои, че е предложил структури на бензола, която не се приема. Други източници сочат, че на практика той подкрепя структурата, предложена от Фридрих Август Кекуле. По-късно през 1962 г. се създава такъв продукт, който отговаря на предложената структура, и днес се нарича бензол на Дюар.
От 1870 г. започва да се занимава с криогеника. От 1874 г. за своите експерименти той започва да използва метален двустенен вакуумиран съд. През 1893 г. създава двустенен вакуумиран съд, изработен от покрито с отражателен слой стъкло. Той не патентова това свое изобретение, но този съд е наречен след това в негова чест дюаров съд. По-късно стъкларят Райнолд Бургер от Панков (Берлин) изработва стъклен съд с двойна стена и стабилно покритие от сребро, което патентова през 1903 г. Бургер основава и фирмата Thermos GmbH, а понятието термос става нарицателно.
Заедно с Фридрих Абел открива бездимния барут, както и взривното вещество кордит. Заедно с Хенри Мосан през 1897 г. втечняват флуора и през 1898 г. водорода. През 1899 г. получават твърд водород при температура 14 K, при която всички елементи преминават в твърдо състояние с изключение на хелия.
Предлаган е многократно за Нобелова награда, но никога не я получава.
Джеймс Дюар умира на 27 март 1923 г. в Лондон, Англия.